# 平安ステークス
平安ステークス（へいあんステークス）は、日本中央競馬会（JRA）が京都競馬場で施行する中央競馬の重賞競走（GIII）である。
競走名の「平安」は、京都に置かれていた平安京の略記。平安京は794年（延暦13年）に長岡京から遷都された都であり、東西4.5km×南北5.2kmの長方形に区画された都城。
正賞は地方競馬全国協会理事長賞。

## 概要
ダート重賞競走整備の一環として1994年に創設された、5歳（現4歳）以上の馬による重賞競走。第1回は京都競馬場が改装中の為、阪神競馬場のダート1800mで「地方競馬招待」として行われ、第2回から京都競馬場に舞台を移し定着。距離も創設以来ダート1800mで定着していたが、2013年よりダート1900mに変更され、施行時期も1月から5月に移された。
創設時から地方競馬所属馬が出走可能で、2006年からは外国馬も出走可能な国際競走となった。

### 競走条件
以下の内容は、2025年現在のもの。
出走資格:サラ系4歳以上
- JRA所属馬
- 地方競馬所属馬（4頭まで）
- 外国調教馬（優先出走）

負担重量:別定
- 57kg、牝馬2kg減
  - 2024年5月28日以降のGI競走（牝馬限定競走を除く）1着馬2kg増、牝馬限定GI競走またはGII競走（牝馬限定競走を除く）1着馬1kg増
  - 2024年5月17日以前のGI競走（牝馬限定競走を除く）1着馬1kg増（2歳時の成績を除く）

### 賞金
2025年の1着賞金は3800万円で、以下2着1500万円、3着950万円、4着570万円、5着380万円。

## 歴史
- 1994年 - 5歳以上の馬による重賞（GIII[注 1]）として創設[4]。地方競馬所属馬も5頭まで出走可能とされた[1]。第1回のみ馬齢戦で行われ、第2回以後は別定戦で行われる。
- 2001年 - 馬齢表示の国際基準への変更に伴い、出走条件を「4歳以上」に変更[1]。
- 2006年
  - 国際競走に変更され、外国調教馬が4頭まで出走可能となる[6]。
  - 地方競馬所属馬の出走枠を4頭までに縮小[6]。
- 2007年 - 日本のパートI国昇格に伴い、外国調教馬の出走枠が8頭に拡大[7]。
- 2020年 - 新型コロナウイルス感染症（COVID-19）の感染拡大防止のため「無観客競馬」として実施[8]。
- 2021年 - 京都競馬場の整備工事に伴い、中京競馬場で施行（2022年も同様）[9]。

### 歴代優勝馬
コース種別を表記していない距離は、ダートコースを表す。
優勝馬の馬齢は、2000年以前も現行表記に揃えている。
| 回数   | 施行日        | 競馬場 | 距離  | 優勝馬             | 性齢 | タイム          | 優勝騎手   | 管理調教師 | 馬主                       |
| ------ | ------------- | ------ | ----- | ------------------ | ---- | --------------- | ---------- | ---------- | -------------------------- |
| 第1回  | 1994年1月15日 | 阪神   | 1800m | トーヨーリファール | 牡4  | 1:52.8          | 松永昌博   | 松永善晴   | （有）トーヨークラブ       |
| 第2回  | 1995年1月16日 | 京都   | 1800m | ライブリマウント   | 牡4  | 1:52.9          | 石橋守     | 柴田不二男 | 加藤哲郎                   |
| 第3回  | 1996年1月15日 | 京都   | 1800m | アドマイヤボサツ   | 牡6  | 1:50.5          | 芹沢純一   | 橋田満     | 近藤利一                   |
| 第4回  | 1997年1月6日  | 京都   | 1800m | トーヨーシアトル   | 牡4  | 1:49.9 （同着） | 松永昌博   | 松永善晴   | （有）トーヨークラブ       |
| 第4回  | 1997年1月6日  | 京都   | 1800m | シンコウウインディ | 牡4  | 1:49.9 （同着） | 四位洋文   | 田中清隆   | 安田修                     |
| 第5回  | 1998年1月6日  | 京都   | 1800m | エムアイブラン     | 牡6  | 1:48.5          | 武豊       | 伊藤修司   | 稲見豊                     |
| 第6回  | 1999年1月10日 | 京都   | 1800m | オースミジェット   | 牡5  | 1:49.9          | 四位洋文   | 白井寿昭   | 山路秀則                   |
| 第7回  | 2000年1月23日 | 京都   | 1800m | オースミジェット   | 牡6  | 1:49.8          | 四位洋文   | 白井寿昭   | 山路秀則                   |
| 第8回  | 2001年1月21日 | 京都   | 1800m | マンボツイスト     | 牡6  | 1:48.7          | 四位洋文   | 古川平     | 田原源一郎                 |
| 第9回  | 2002年1月20日 | 京都   | 1800m | スマートボーイ     | 牡7  | 1:50.9          | 伊藤直人   | 伊藤圭三   | （有）グランド牧場         |
| 第10回 | 2003年1月26日 | 京都   | 1800m | スマートボーイ     | 牡8  | 1:49.7          | 伊藤直人   | 伊藤圭三   | （有）グランド牧場         |
| 第11回 | 2004年1月25日 | 京都   | 1800m | タイムパラドックス | 牡6  | 1:51.3          | 安藤光彰   | 松田博資   | （有）社台レースホース     |
| 第12回 | 2005年1月23日 | 京都   | 1800m | ヒシアトラス       | 牡5  | 1:50.3          | 福永祐一   | 中野隆良   | 阿部雅一郎                 |
| 第13回 | 2006年1月22日 | 京都   | 1800m | タガノゲルニカ     | 牡4  | 1:50.2          | 池添謙一   | 池添兼雄   | 八木良司                   |
| 第14回 | 2007年1月21日 | 京都   | 1800m | メイショウトウコン | 牡5  | 1:51.0          | 石橋守     | 安田伊佐夫 | 松本好雄                   |
| 第15回 | 2008年1月27日 | 京都   | 1800m | クワイエットデイ   | 牡8  | 1:51.0          | 角田晃一   | 松元省一   | （有）サンデーレーシング   |
| 第16回 | 2009年1月25日 | 京都   | 1800m | ワンダースピード   | 牡7  | 1:50.4          | 小牧太     | 羽月友彦   | 山本信行                   |
| 第17回 | 2010年1月24日 | 京都   | 1800m | ロールオブザダイス | 牡5  | 1:51.1          | 岩田康誠   | 角居勝彦   | （株）東京ホースレーシング |
| 第18回 | 2011年1月23日 | 京都   | 1800m | ダイシンオレンジ   | 牡6  | 1:51.5          | 川田将雅   | 庄野靖志   | 大八木信行                 |
| 第19回 | 2012年1月22日 | 京都   | 1800m | ヒラボクキング     | 牡5  | 1:48.1          | 藤岡佑介   | 大久保龍志 | （株）平田牧場             |
| 第20回 | 2013年5月18日 | 京都   | 1900m | ニホンピロアワーズ | 牡6  | 1:56.9          | 酒井学     | 大橋勇樹   | 小林百太郎                 |
| 第21回 | 2014年5月24日 | 京都   | 1900m | クリノスターオー   | 牡4  | 1:56.6          | 幸英明     | 高橋義忠   | 栗本守                     |
| 第22回 | 2015年5月23日 | 京都   | 1900m | インカンテーション | 牡5  | 1:55.1          | 内田博幸   | 羽月友彦   | （有）ターフ・スポート     |
| 第23回 | 2016年5月21日 | 京都   | 1900m | アスカノロマン     | 牡5  | 1:56.2          | 太宰啓介   | 川村禎彦   | 豊田智郎                   |
| 第24回 | 2017年5月20日 | 京都   | 1900m | グレイトパール     | 牡4  | 1:55.7          | 川田将雅   | 中内田充正 | H.H.シェイク・ファハド     |
| 第25回 | 2018年5月19日 | 京都   | 1900m | サンライズソア     | 牡4  | 1:57.3          | M.デムーロ | 河内洋     | 松岡隆雄                   |
| 第26回 | 2019年5月18日 | 京都   | 1900m | チュウワウィザード | 牡4  | 1:58.1          | 川田将雅   | 大久保龍志 | 中西忍                     |
| 第27回 | 2020年5月23日 | 京都   | 1900m | オメガパフューム   | 牡5  | 1:56.0          | 北村友一   | 安田翔伍   | 原禮子                     |
| 第28回 | 2021年5月22日 | 中京   | 1900m | オーヴェルニュ     | 牡5  | 1:54.7          | 福永祐一   | 西村真幸   | 杉山忠国                   |
| 第29回 | 2022年5月21日 | 中京   | 1900m | テーオーケインズ   | 牡5  | 1:57.0          | 松山弘平   | 高柳大輔   | 小笹公也                   |
| 第30回 | 2023年5月20日 | 京都   | 1900m | グロリアムンディ   | 牡5  | 1:59.8          | 川田将雅   | 大久保龍志 | 吉田和美                   |
| 第31回 | 2024年5月18日 | 京都   | 1900m | ミトノオー         | 牡4  | 1:57.4          | 松山弘平   | 牧光二     | ロイヤルパーク             |
| 第32回 | 2025年5月24日 | 京都   | 1900m | アウトレンジ       | 牡5  | 1:57.2          | 松山弘平   | 大久保龍志 | 寺田寿男                   |

## 同名の競走
重賞競走が創設される以前に、同名の特別競走が行われていた。

### 優勝馬
コース種別を表記していない距離は、ダートコースを表す。
優勝馬の馬齢は、現行表記に揃えている。
| 施行日        | 競馬場 | 距離  | 条件     | 優勝馬             | 性齢 | タイム | 優勝騎手 | 管理調教師 | 馬主         |
| ------------- | ------ | ----- | -------- | ------------------ | ---- | ------ | -------- | ---------- | ------------ |
| 1986年1月15日 | 京都   | 1400m | オープン | マルブツサーペン   | 牡5  | 1:24.6 | 加用正   | 瀬戸口勉   | 大澤毅       |
| 1987年1月18日 | 京都   | 1400m | オープン | フェートノーザン   | 牡4  | 1:23.4 | 中竹和也 | 吉田三郎   | 高橋義和     |
| 1988年1月17日 | 京都   | 1400m | オープン | ドウカンジョー     | 牝4  | 1:24.1 | 田島信行 | 池江泰郎   | 新井興業(株) |
| 1989年1月16日 | 京都   | 1400m | オープン | ドウカンジョー     | 牝5  | 1:23.2 | 松永幹夫 | 池江泰郎   | 新井興業(株) |
| 1990年1月15日 | 京都   | 1400m | オープン | ダンシングサム     | 牡5  | 1:24.3 | 松永幹夫 | 高橋直     | 福山商事(株) |
| 1991年1月15日 | 京都   | 1400m | オープン | パッシングルート   | 牡4  | 1:23.1 | 西浦勝一 | 山内研二   | 山本菊一     |
| 1992年1月19日 | 京都   | 1400m | オープン | キョウエイスワット | 牡6  | 1:23.7 | 南井克巳 | 清水久雄   | 松岡正雄     |
| 1993年1月17日 | 京都   | 1400m | オープン | ミスタートウジン   | 牡7  | 1:23.2 | 村本善之 | 福島信晴   | 藤立啓一     |

出典:netkeiba.com
- 1986年、1987年、1988年、1989年、1990年、1991年、1992年、1993年